# Landulf al VII-lea de Capua

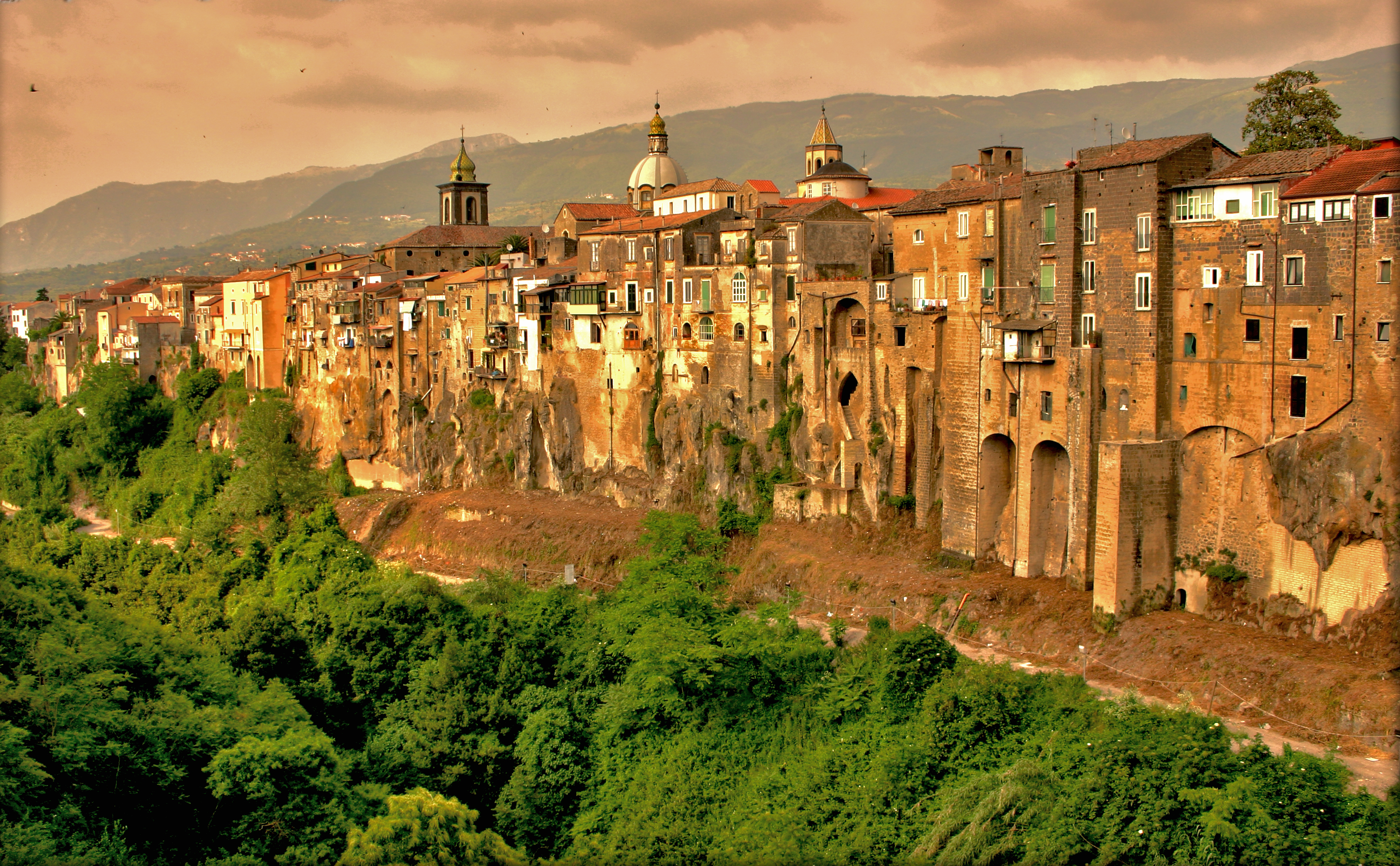
Fortificațiile medievale de la Sant'Agata de' Goti

Landulf al VII-lea (numit și Landolfo di Sant'Agata) (d. 1007), a fost  principe longobard de Capua de la anul 1000 până la moarte.
Landulf era cel de al doilea fiu al principelui Landulf al V-lea de Capua (totodată și principe de Benevento ca Landulf al III-lea. La moartea tatălui său din 968, el a fost înlăturat de la succesiune de către unchiul său, Pandulf Cap de Fier, care a reușit să adune sub stăpânirea sa toate ducatele și principatele longobarde din sudul și Italia centrală. În cele din urmă, în 981, fratele său Pandulf a reușit să obțină succesiunea în Benevento, ca Pandulf al II-lea.
În anul 1000, principele din Capua, Ademar a fost înlăturat de la putere de către cetățenii orașului, iar Landulf a fost chemat de către aceștia să preia guvernarea. Înainte de a fi ridicat la statutul princiar, Landulf fusese compensat cu comitatul de Sant'Agata de' Goti, locație situată în dreptul unei mari fortărețe. Domnia lui Landulf a durat șapte ani, după care a fost succedat de către tânărul său fiu Pandulf al II-lea de Capua, al cărui regent a fost numit fratele lui Landulf, Pandulf al II-lea de Benevento, sub numele de Pandulf al III-lea.